# Arch Linux ARM
Arch Linux ARMは、ARMプロセッサ向けに移植されたArch Linuxである。設計思想を「簡潔さとエンドユーザーによる完全な制御」としており、移植元のArch Linuxと同じく、Unixライクであることに焦点をあてている。一方で、ユーザーによる完全な制御および無駄のなさを追求した結果、より多くの知識と経験が要求され、Linux初心者が扱うには難しい可能性がある。

## 開発の歴史
Arch Linux ARMは、2002年3月11日に初めてリリースされた最小主義LinuxディストリビューションであるArch Linuxに基づいている。ARMプロセッサ搭載デバイスのためにArch Linuxの公式移植版を開発するというアイディアは、初めにArch Linux PlugAppsとArchMobile開発チームのメンバーから生まれた。特にMike Staszelはその後Arch Linux ARMプロジェクトを立ち上げた人物として知られている。
現在はArch Linux ARMの主要な開発者はKevin Mihelichが務めている。Arch Linux ARMの開発はコミュニティ主導であり、ソフトウェア開発とユーザーサポートは全てボランティアと寄付によって賄なわれて状態である。また、Ubuntuなど他のコミュニティ主導のオペレーティングシステムと比べてArch Linux ARMはユーザーベースが比較的小さいため、ユーザーの積極的な開発への参加が特に重要となっている。
Arch Linux ARMはローリングリリース、つまり新しくソフトウェアがリリースされるたびにパッケージ化を行うシステムを採用している 。この小規模かつ頻繁にパッケージアップデートを行うリリースサイクルは、安定したパッケージのみを定期的に大きな規模でリリースするDebianのようなディストリビューションのそれと対照的である。

## サポートされているプロセッサ
x86-64のCPUをサポートするArch Linuxとは違い、Arch Linux ARMはARM CPU、およびそれを利用するRaspberry Piのようなシングルボードコンピュータを対象としている。
サポートされているのは以下の通り:
- ARMv7第一世代Cortex-A8（英語: ARM Cortex A8）プラットフォーム。BeagleBoard[21]やCubieBoard（英語: Cubieboard） など
- ARMv7第二世代Cortex-A9（英語: ARM Cortex-A9）およびTegraプラットフォーム。PandaBoardやTrimSliceなど[22]
- ARMv7第三世代Cortex-A7（英語: ARM Cortex-A7）およびCortex-A15（英語: ARM Cortex-A15）プラットフォーム。Cubieboard2（英語: Cubieboard2）や Odroid XU、 Samsung Chromebook (series 3)、 Samsung Chromebook 2、Raspberry Pi 2など
- ARMv8 64ビット対応Cortex-A53（英語: ARM Cortex-A53）およびCortex-A72（英語: ARM Cortex-A72）プラットフォーム。 Odroid C2およびN2, Acer Chromebook R13やRaspberry Pi 3など。

Arch Linux ARMはRaspberry Pi 3および4の64ビットARMv8命令セットを含むすべてのARMv7またはARMv8命令セットをサポートするデバイス上で動作できる。
公式にサポートされているプラットフォーム と、コミュニティによってサポートされているプラットフォームの両方がある。

## 反響
Arch Linux ARMは軽量Linuxディストリビューションとして人気を博しており、2014年頃にはすでにシングルボードコンピュータ使用者の間で人気が高まっていた。同時に、Arch Linux ARMはコミュニティによるサポートが充実していることでも知られている。

## その他
- Linuxディストリビューションの一覧（英語: List of Linux distributions）
- Linuxディストリビューションの比較